# Palos Altos
Palos Altos es una localidad del estado mexicano de Jalisco. Es parte del municipio de Ixtlahuacán del Río.

## Demografía
| Gráfica de evolución demográfica |
|                                  |

| Censo | Población |
| ----- | --------- |
| 1900  | 195       |
| 1910  | 248       |
| 1921  | 216       |
| 1930  | 226       |
| 1940  | 325       |
| 1950  | 200       |
| 1960  | 257       |
| 1970  | 670       |
| 1980  | 1 010     |
| 1990  | 1 092     |
| 2000  | 1 200     |
| 2010  | 1 080     |
| 2020  | 1 229     |